# Apistogramma
Apistogramma là một chi cá trong họ Cichlidae được tìm thấy ở các vùng nhiệt đới của sông Amazon và Venezuela. Chi này bao gồm hàng 100 loài, hầu hết chúng có tính lưỡng hình giới mạnh mẽ, con đực thường lớn hơn (trên 7 đến 9 cm) và có màu khác nhau ở con cái.

## Các loài
| - Apistogramma acrensis Staeck, 2003 - Apistogramma agassizii (Steindachner, 1875) - Apistogramma aguarico Römer & Hahn, 2013 - Apistogramma alacrina Kullander, 2004 - Apistogramma allpahuayo Römer et al., 2012 - Apistogramma amoena Cope, 1872 - Apistogramma angyuara Kullander & Ferreira, 2005 - Apistogramma arua Römer & Warzel, 1998 - Apistogramma atahualpa Römer, 1997 - Apistogramma baenschi Römer et al., 2004 - Apistogramma barlowi Römer & Hahn, 2008 - Apistogramma bitaeniata Pellegrin, 1936 - Apistogramma borellii Regan, 1906 - Apistogramma brevis Kullander, 1980 - Apistogramma cacatuoides Hoedeman, 1951 - Apistogramma caetei Kullander, 1980 - Apistogramma caudomaculata Mesa & Lasso, 2011 - Apistogramma cinilabra Römer et al., 2011 - Apistogramma commbrae Regan, 1906 - Apistogramma cruzi Kullander, 1986 - Apistogramma diplotaenia Kullander, 1987 - Apistogramma elizabethae Kullander, 1980 - Apistogramma eremnopyge Ready & Kullander, 2004 - Apistogramma erythura Staeck & Schindler, 2008 - Apistogramma eunotus Kullander, 1981 - Apistogramma flabellicauda Mesa & Lasso, 2011 - Apistogramma geisleri Meinken, 1971 - Apistogramma gephyra Kullander, 1980 - Apistogramma gibbiceps Meinken, 1969 - Apistogramma gossei Kullander, 1982 - Apistogramma guttata Antonio C et al., 1989 - Apistogramma helkeri Schindler & Staeck, 2013 - Apistogramma hippolytae Kullander, 1982 - Apistogramma hoignei Meinken, 1965 - Apistogramma hongsloi Kullander, 1979 - Apistogramma huascar Römer et al., 2006 - Apistogramma inconspicua Kullander, 1983 - Apistogramma iniridae Kullander, 1979 - Apistogramma inornata Staeck, 2003 - Apistogramma intermedia Mesa & Lasso, 2011 - Apistogramma juruensis Kullander, 1986 - Apistogramma lineata Mesa & Lasso, 2011 - Apistogramma linkei Koslowski, 1985 - Apistogramma luelingi Kullander, 1976 | - Apistogramma maciliense Hasemen, 1911 - Apistogramma macmasteri Kullander, 1979 - Apistogramma martini Römer et al., 2003 - Apistogramma megaptera Mesa & Lasso, 2011 - Apistogramma meinkeni Kullander, 1980 - Apistogramma mendezi Römer, 1994 - Apistogramma minima Mesa & Lasso, 2011 - Apistogramma moae Kullander, 1980 - Apistogramma nijsseni Kullander, 1979 - Apistogramma norberti Staeck, 1991 - Apistogramma norientalis Mesa & Lasso, 2011 - Apistogramma ortmanni Eigenmann, 1912 - Apistogramma pantalone Römer et al., 2006 - Apistogramma panduro Römer, 1997 - Apistogramma paucisquamis Kullander, 1988 - Apistogramma paulmuelleri Römer et al., 2013 - Apistogramma payaminonis Kullander, 1986 - Apistogramma pedunculata Mesa & Lasso, 2011 - Apistogramma personata Kullander, 1980 - Apistogramma pertensis Haseman, 1911 - Apistogramma piaoa Mesa & Lasso, 2011 - Apistogramma piauiensis Kullander, 1980 - Apistogramma playayacu Römer, Beninde & Hahn, 2011 - Apistogramma pleurotaenia Regan, 1909 - Apistogramma pulchra Kullander, 1980 - Apistogramma regani Kullander, 1980 - Apistogramma resticulosa Kullander, 1980 - Apistogramma rositae Römer et al., 2006 - Apistogramma rubrolineata Hein, Zarske & Zapata, 2002 - Apistogramma rupununi Fowler, 1914 - Apistogramma salpinction Kullander & Ferreira, 2005 - Apistogramma similis Staeck, 2003 - Apistogramma staecki Koslowski, 1985 - Apistogramma steindachneri Regan, 1908 - Apistogramma taeniata Günther, 1862 - Apistogramma trifasciata Eigenmann & Kennedy, 1903 - Apistogramma tucurui Staeck, 2003 - Apistogramma uaupesi Kullander, 1980 - Apistogramma urteagai Kullander, 1986 - Apistogramma velifera Staeck, 2003 - Apistogramma viejita Kullander, 1979 - Apistogramma wapisana Römer, Cỏnad & Hahn, 2006 Source: FishBase / Cichlid Atlas 2. |